# 神召會德萃書院 (小學部)
神召會德萃書院（小學部）（英語：AOG St. Hilary's College (Primary Section)）是香港一所位於九龍慈雲山蒲崗村道的全日制基督教私立小學，教學語言以英語為主，中文科及常識科以普通話教授。

## 歷史
神召會德萃書院 (小學部)校於2020年創校，前身為神召會馬理信書院。辦學團體為竹園區神召會，並由德萃教育機構營運。

## 學校名稱
- 德萃 - 德是指品德，個人修養；萃是指精萃，最好的。
- St. Hilary's 指健康，開心。

## 校徽
- 盾 : 代表如堅固城牆的保護, 安全健康的校舍
- SH : St. Hilary's 的簡寫
- 書本: 代表知識
- 紫荊花: 代表香港
- 桂冠: 代表第一，頂尖
- 藍色 : 代表自由，開放

- 本校學生在一個安全，受保護的環境下，接受最好的教育，並以校訓「德以為本，學以精萃」的教學方針，致力成為香港頂尖的學府。

## 班級結構
| 年份 | 總數 | 小一 | 小二 | 小三 | 小四 | 小五 | 小六 |
| ---- | ---- | ---- | ---- | ---- | ---- | ---- | ---- |
| 2021 | 7    | 2    | 2    | 1    | 1    | 1    | 0    |
| 2020 | 5    | 2    | 1    | 1    | 1    | 0    | 0    |